# Арцакенська культура
Культура Арцакена — доісторична культура, що існувала на Сардинії і півдні Корсики в другій половині 3 тис. до н. е. Характерними для даної культури були мегалітичні кола, а також перші примітивні нураги і «будинку відьом» — гробниці типу Домус-де-Янас. Археологи до теперішнього часу дискутують, чи була культура Арцакена подальшим розвитком оцієрської культури, або мала інше походження. Зникла після вторгнення прибульців зі Східного Середземномор'я (шерданів?) в 13 столітті до н. е., які, змішавшись з місцевими племенами, утворили культуру нурагів.
Істотна відмінність між двома древніми культурами Сардинії — Оцієрі і Арцакена — полягало в тому, що перша була сільськогосподарською та демократичною, а друга — пастушачою і аристократичною.

## Галерея

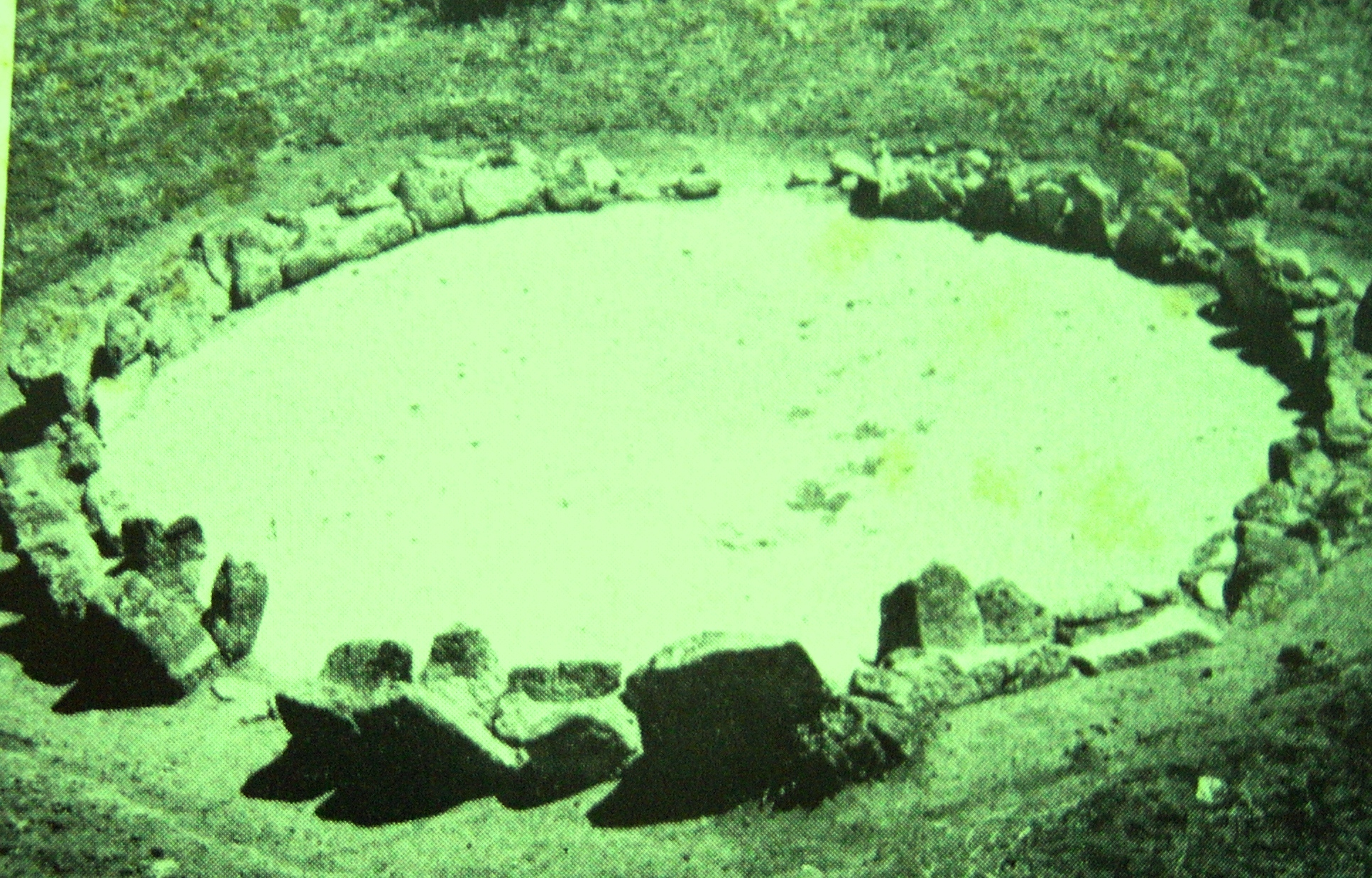
Сардинія, Арцакена (Лі-Мури), мегалітичний коло
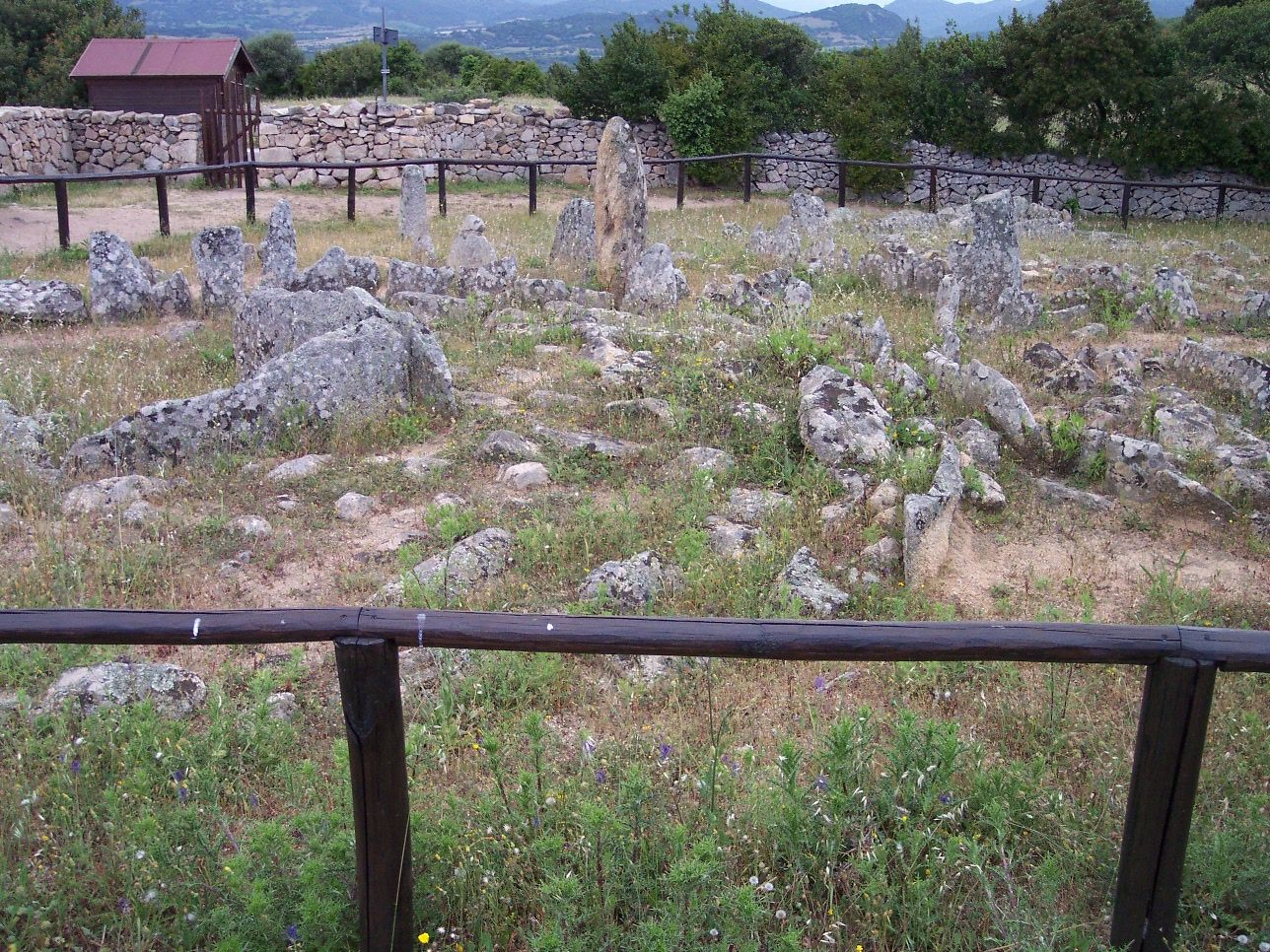
Некрополь в Лі-Мурі
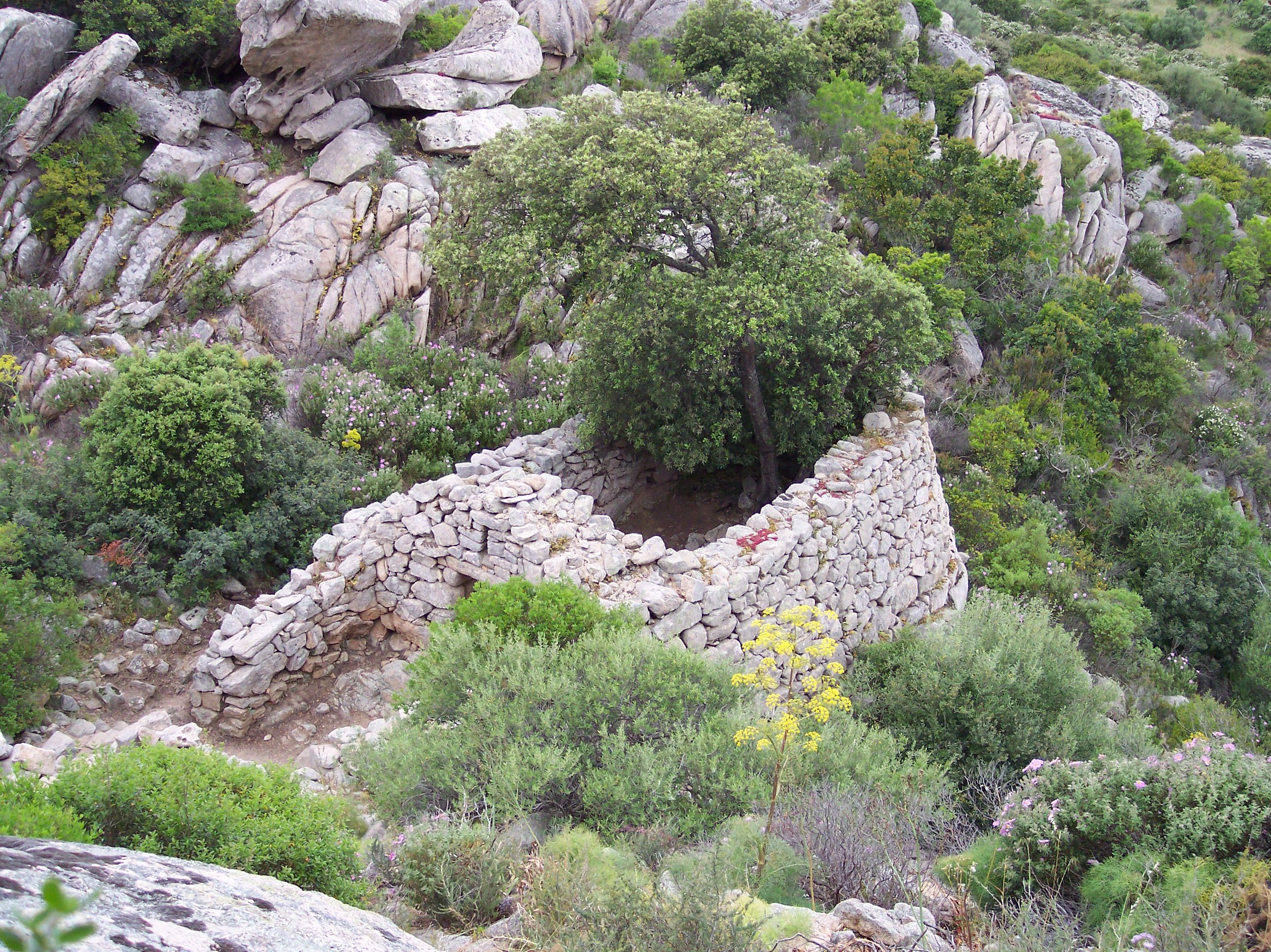
Храм в Малькітту
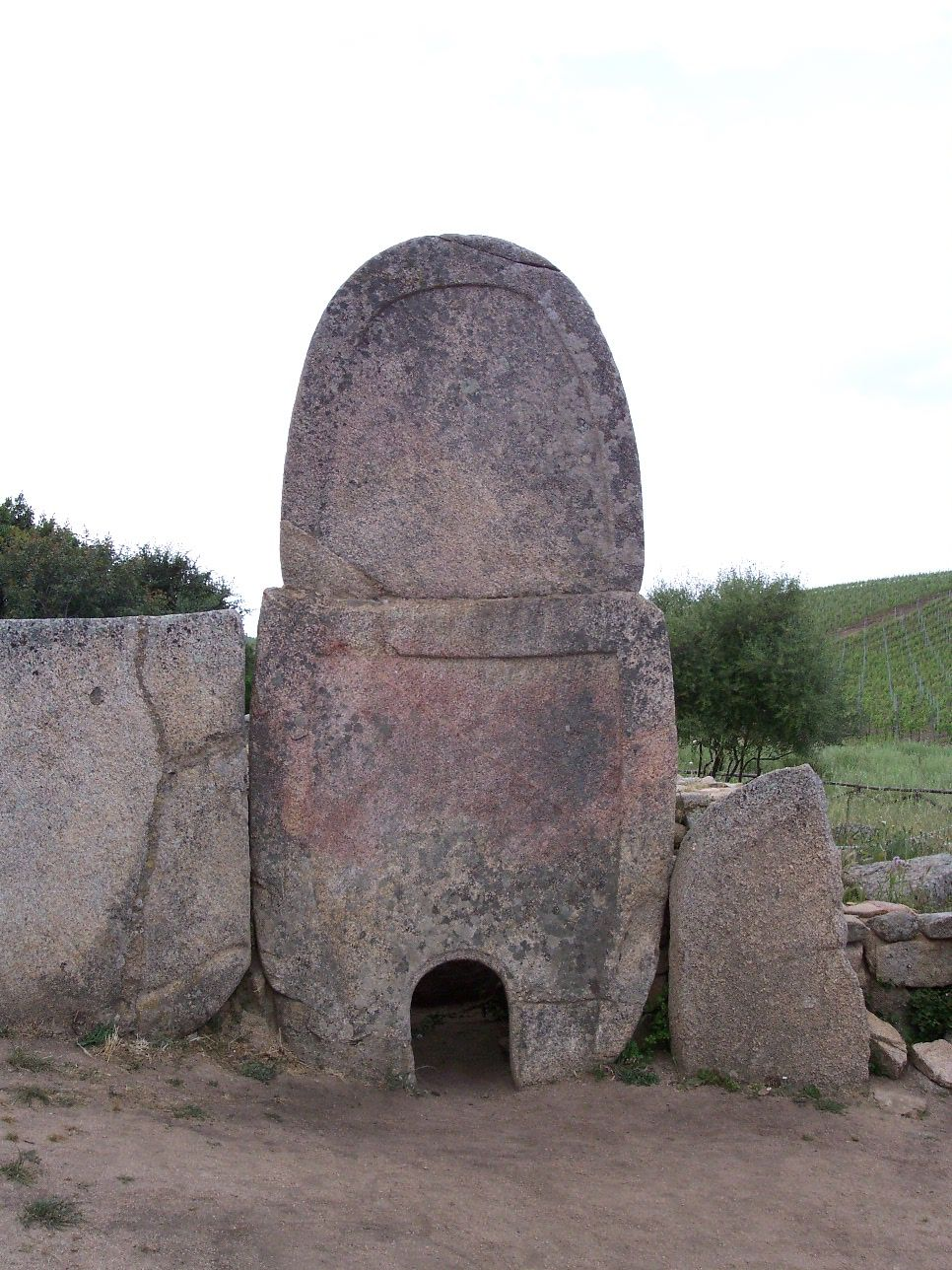
Гробниця гігантів, Кодд-Веккьо
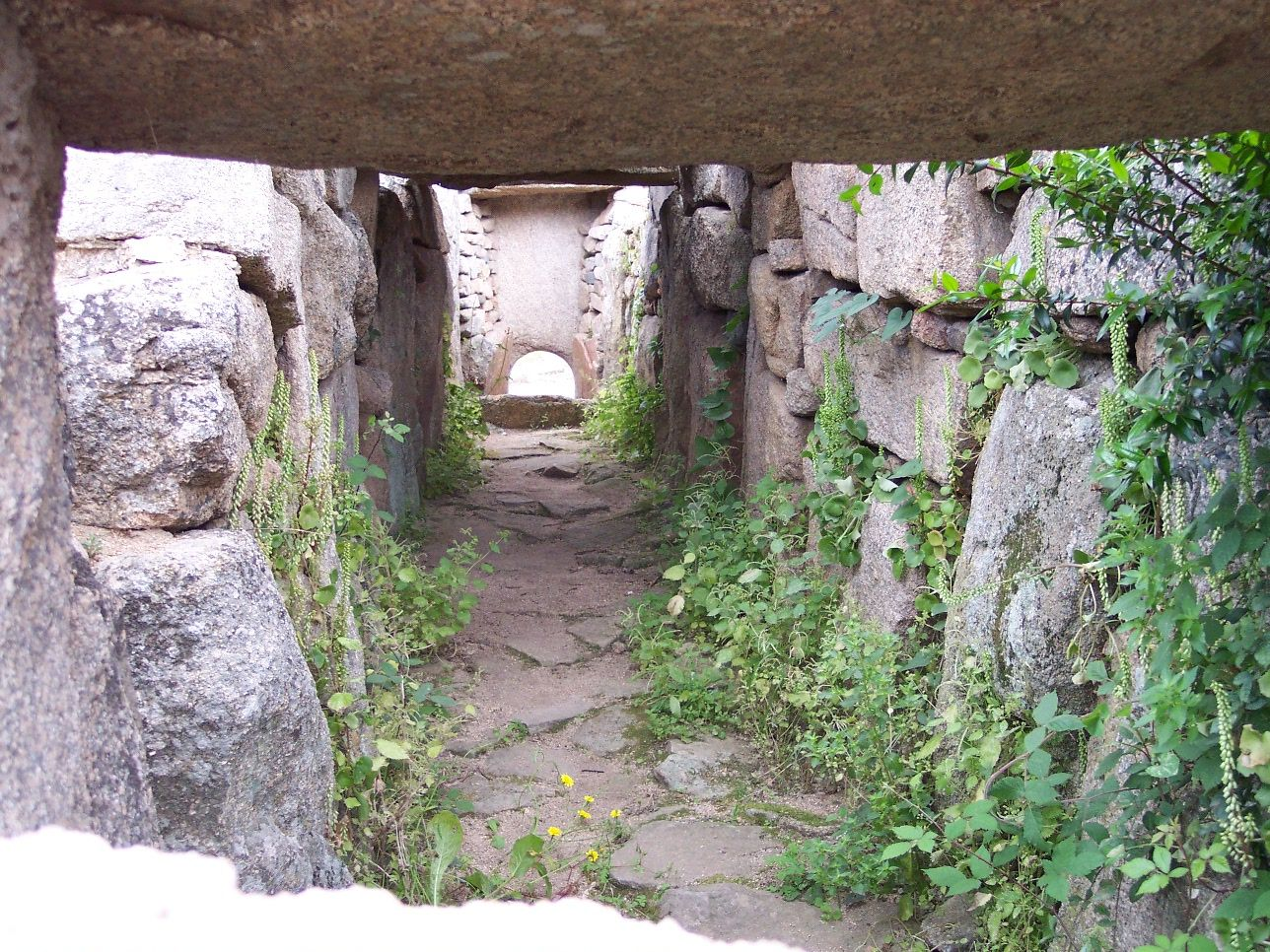
Гробниця гігантів, Кодд-Веккьо, вид зсередини
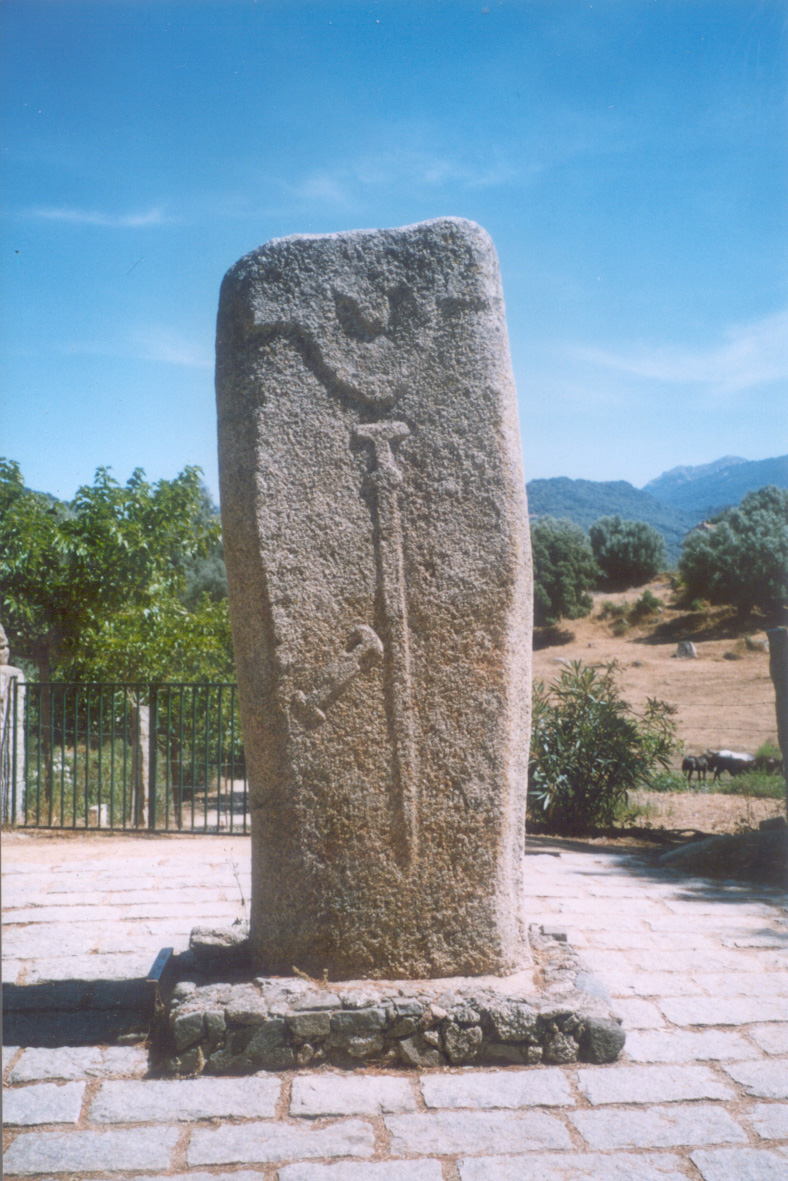
Філітоса, Корсика, менгір
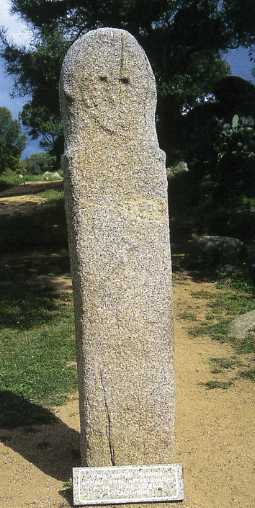
Філітоса, Корсика, менгір
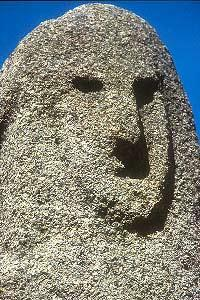
Філітоса, Корсика, менгір
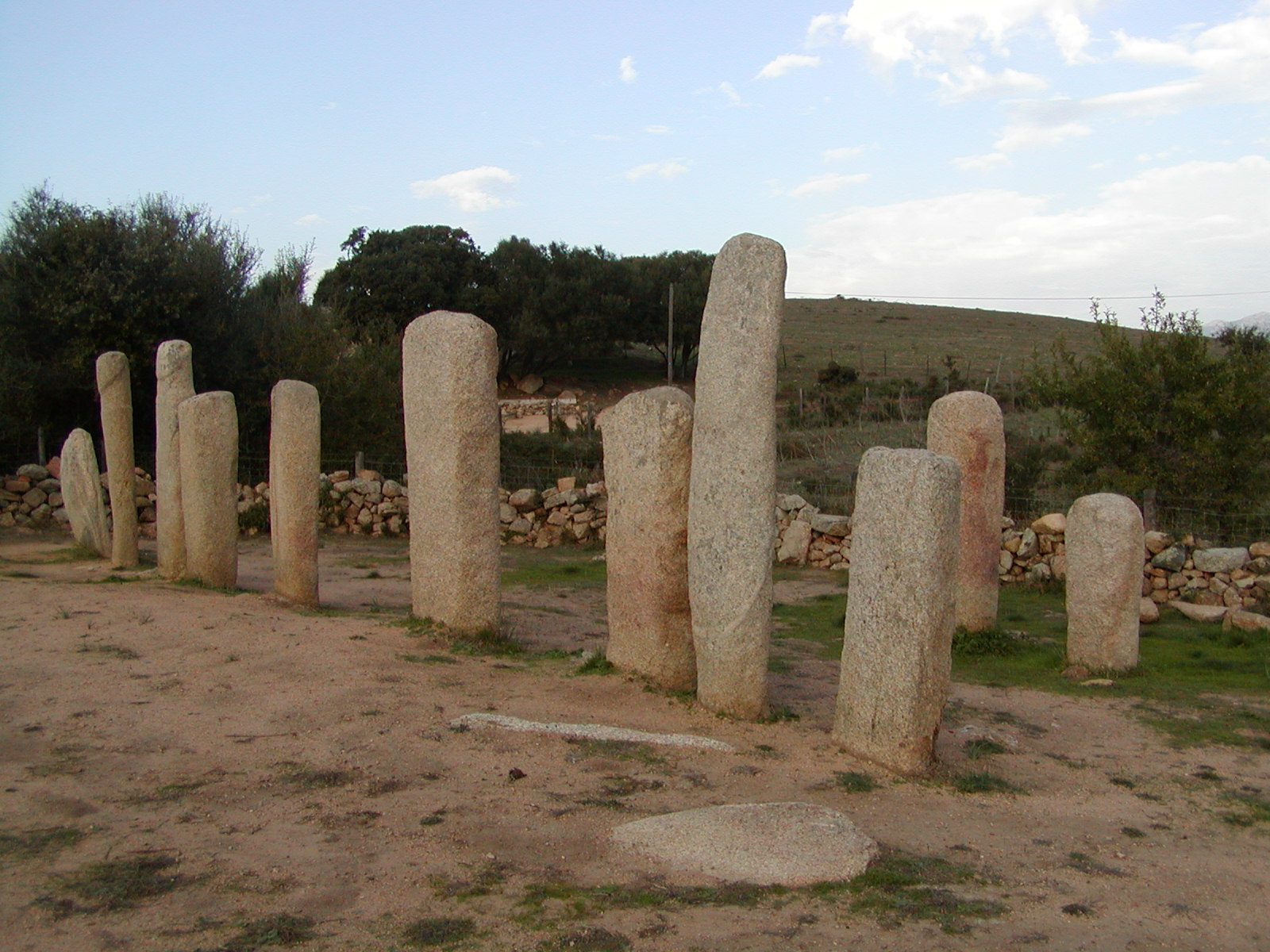
Корсика, Стантарі
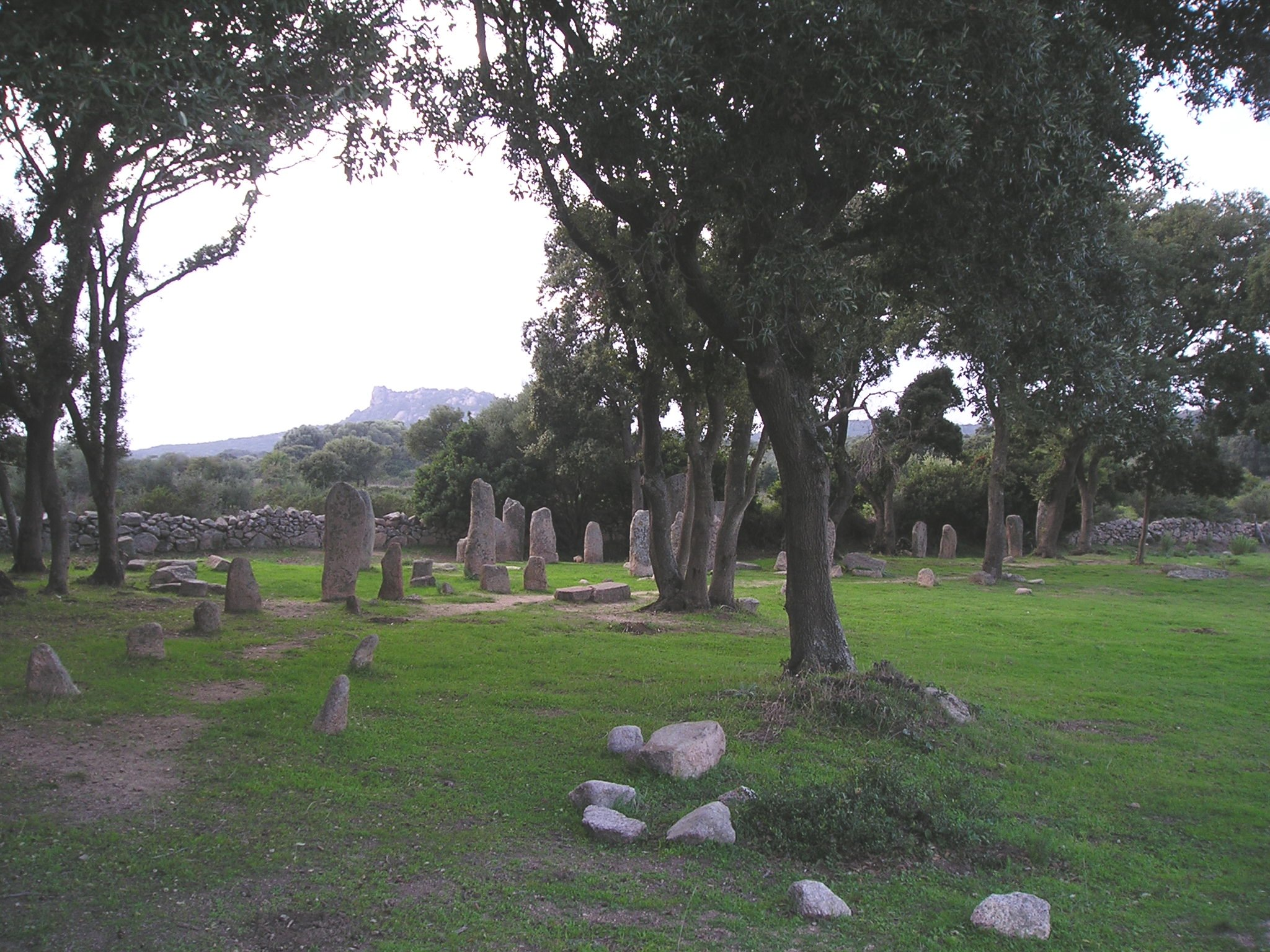
Корсика, Рінагью
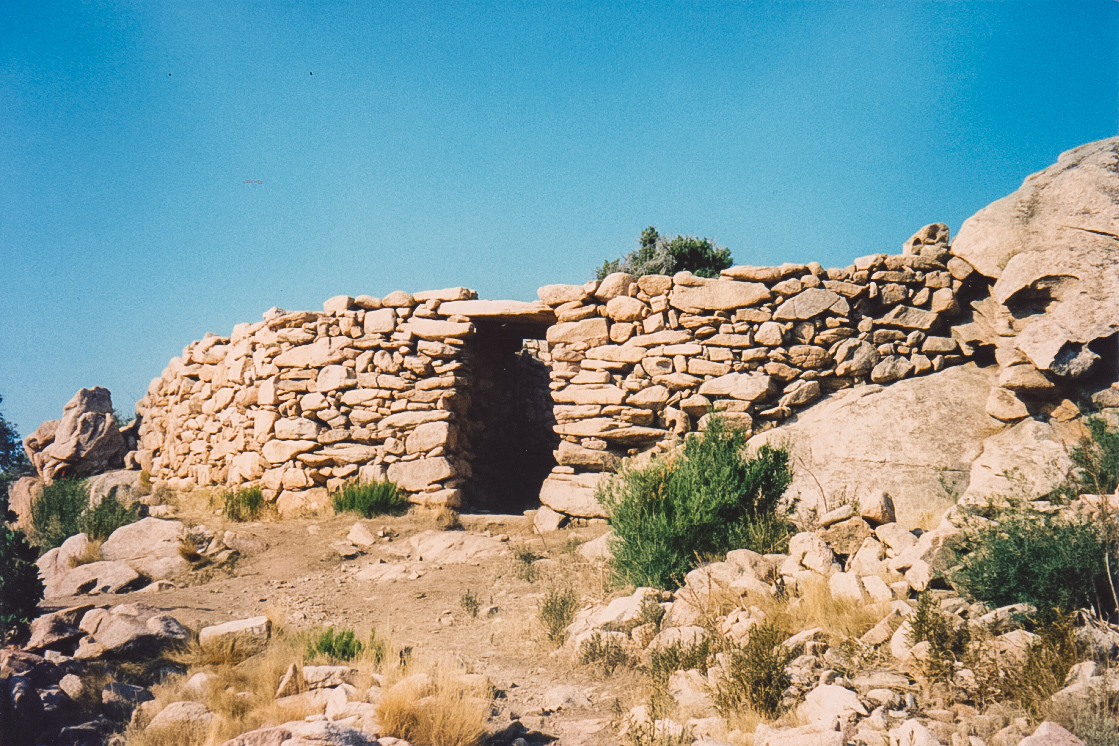
Корсика, Кастедду-д-Араго